# Comrades Marathon
A Comrades Marathon egy 86 és 91 kilométer közötti ultramaratoni futóverseny a Dél-afrikai Köztársaságban Pietermaritzburg és Durban között. A Comrades a világ legrégebbi ultramaratoni versenye és a több mint tízezer indulójával egyben az egyik legnépesebb is.

## A pálya

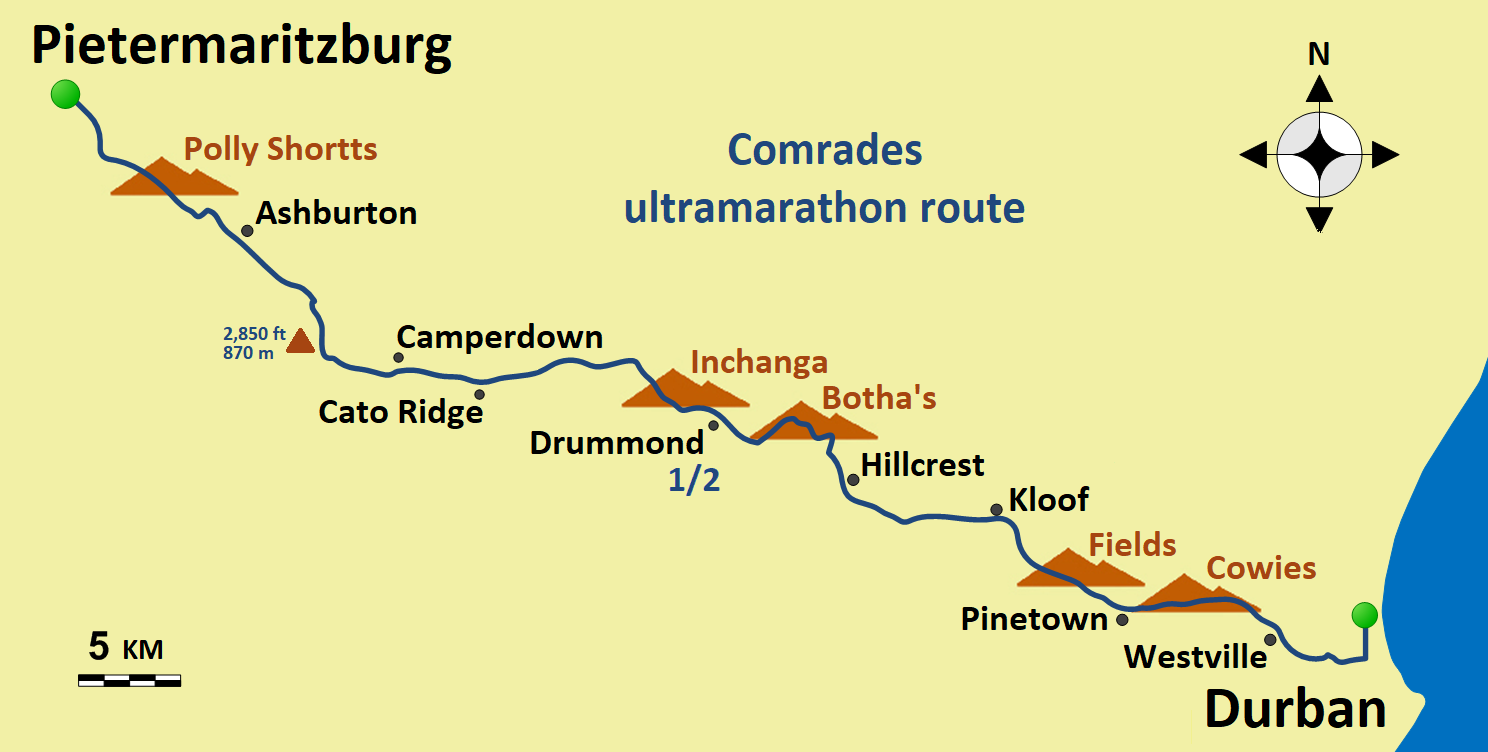

A verseny a Kwazulu-Natal tartomány fővárosát, Pietermaritzburgot egy hegyen-völgyön vezető úton köti össze a tengerparton elterülő Durban városával. A pályán jelentős a szintemelkedés és a verseny irányát évről évre változtatják. Páros évben rendezik az „emelkedős” futást, vagyis a verseny Durbanból indul és páratlan évben rendezik a „lejtős” versenyt, vagyis a verseny Pietermaritzburgból rajtol.
Emelkedős évben a teljes szintemelkedés 1700 méter, míg lejtős évben 1050. A legjelentősebb szintváltozás a verseny tengerparthoz közelebbi felében található. Durbanból indulva, az első 36 kilométeren majdnem 800 méterig másznak a versenyzők és az összes szintemelkedés ezen a szakaszon közel 1000 méter.
A pálya öt legendás hegycsúcson vezet át, melyeknek megmászása különösen nehezíti a futók dolgát. Az öt hegy a tengerparttól Pietermaritzburg felé sorrendben: Cowie’s Hills, Field’s Hill, Botha’s Hill, Inchanga és Polly Shortts.

## Történelem
Az első Comrades Marathont 1921-ben rendezték és a verseny azóta csak 1941 és 1945 között, a világháború miatt maradt el.
A verseny a londoni születésű Vic Clapham gyermeke. Clapham-ot az első világháború borzalmai és bajtársi kötődései inspirálták, hogy rendezzen egy olyan eseményt, amely segítségével az elesettekről különleges módon tud megemlékezni és amely a résztvevők fizikai rátermettségét is alaposan próbára teszi.
Ötletével Clapham idővel eljutott az Első Világháború Bajtársi Szövetségéhez, amely 1919-ben, majd 1920-ban is elutasította javaslatát, de végül kötélnek állt, és 1921. május 24-én, Clapham közreműködésével és 34 versenyzővel megrendezte az első Comrades Marathont, vagyis magyarul a bajtárs maratont.
A verseny egészen a hatvanas évekig egy apró rendezvény maradt. 1924-ben az indulók száma 24-ig esett, majd 1936-ban csupán 19-en indultak. 1955-re 100-ra nőtt az indulók száma, de jelentős növekedés csupán a hatvanas években, Wally Hayward legendás futásai nyomán indult, és 1969-re 703-ra nőtt az indulók száma.
A 2000-es versenyen, amely egyben a Comrades 75. évfordulója is volt, 23 961 futó indult.
A verseny szintidejét kezdetben 12 órában határozták meg, de 1928-ban ezt 11 órára csökkentették amit csupán az ezredforduló után emeltek ismét 12 órára.
Az első külföldi versenyző 1964-ben indult a versenyen, amikor négy brit rajthoz állhatott. Egyikük, John Smith meg is nyerte.
A versenyen 1975-ig csupán fehér férfiak indulhattak, de a szabályok megváltoztatásával is csupán nagyon lassan terjedt a verseny népszerűsége a nők és a színes bőrű sportolók között. Az 1975-ös versenyen 18 színes bőrű és két női futó indult. Bár évről évre több fekete futó is az élmezőnyben végzett, 1989-ig kellett várni az első fekete győztesre.
Az első Comrades Maratont Bill Rowan nyerte 8 óra 59 perces idővel. Az első többszörös győztes Arthur Newton volt, aki a húszas években öt versenyt (1922-25, 1927) nyert. Bruce Fordyce 1981 és 1988 között sorozatban nyolcszor nyerte meg a versenyt, majd 1990-ben begyűjtötte a kilencedik győzelmét is.
A legendás győztesek között talán a legnagyobb Wally Hayward, aki először 1930-ban, majd húsz évvel később, 1950-ben is nyert. A versenyt még 1951-ben, 1953-ban és 1954-ben is megnyerte, és ő volt az első, aki 6 órán belül futott. Az 1952-es versenyt kihagyta, hogy az olimpiai maratonra készüljön, ahol 10. lett. Hayward 79 éves korában, 1988-ban ismét visszatért a Comrades-ra, majd 1989-ben futotta az utolsó versenyét.

## A modern verseny
A Comrades Maratonon évről évre 11 000–13 000 futó indul. A 2008-as versenyen 11 192 futó indult és 8613 ért célba.
A versenyt 1995 óta minden évben június 16-án, az ifjúság napján rendezik.

### Díjazás
A Comrades 1985-ben vezette be a pénzdíjat és jelenleg az első tíz férfi és női helyezett pénzdíjat nyer. Az első helyezettek 220 000 randot, vagyis hozzávetőleg 17 500 eurót nyernek.
A pénzjutalmon túl az összes helyezett érmet is nyer. Az első 10 helyezett aranyérmet kap, míg a 11. helyezettől a 7:30-as futóidőig minden futó ezüstérmet kap. 7:30 és 9 óra között ezüst-bronz érmet adnak, 9 óra és 11 óra között bronz érmet és 11 és 12 óra közötti teljesítésért rézérmet.

### Csúcsok
Férfi lejtős csúcs: Leonyid Svecov, 2007, 5:20:49

Női lejtős csúcs: Frith van der Merwe, 1989, 5:54:43

Férfi emelkedős csúcs: Leonyid Svecov, 2008, 5:24:47

Női emelkedős csúcs: Gerda Steyn, 2019, 5:58:53

## Külső hivatkozások
- A Comrades Marathon hivatalos honlapja
- A Comrades győzteseinek listája és a verseny statisztikái